# Albityty
Albityty – nazwa skały o dwojakim znaczeniu, zbudowanej głównie z albitu (An0-10).
Pierwsze z nich, to leukokratyczne skały magmowe, natomiast drugi rodzaj albitytów, to skały metamorficzne powstałe na drodze pneumatolizy i metasomatozy sodowej. Nazwa nawiązuje do składu mineralogicznego.

## Charakterystyka
Zarówno magmowe jak i penumatolityczne albityty odznaczają się barwą szarą do prawie białej oraz bezładną lub lekko kierunkową teksturą.

## Skład mineralny
Główny skład mineralny reprezentują albit (An0-10) oraz kwarc. W złożu na Sardynii stwierdzono kilka generacji kwarcu. Jako że miejscami kwarc przeważa nad albitem, szczególnie wypełniając szczeliny i spękania, oznaczono go jako młodszy, powstały na skutek końcowych przemian metasomatyczno-hydrotermalnych. Wraz z kwarcem, w ostatnim stadium, stwierdzono także mikroklin i oligoklaz, wypełniające spękania. Poza skaleniami i kwarcem stwierdzono także chloryty, epidot, allanit, tytanit,  śladowo K-skalenie, biotyt, cyrkon i minerały ilaste. Chloryt i minerały ilaste uważa się już za wtórne fazy, ponieważ częstym zjawiskiem w opisywanej skale jest chlorytyzacja biotytu. Pozostałe minerały ilaste to kaolinit i montmorillonit, szczególnie częste w młodszych żyłach. Są wskaźnikiem przejawów retrogresji. Tytanit oraz cyrkon są w głównej mierze minerałami reliktowymi, ale i również zdarzają się fazy autigeniczne, a w szczególności tytanit w asocjacji z biotytem. Z badań nad inkluzjami zawartymi w kwarcu można wywnioskować, iż rzeczywiście stanowi od najmłodsza fazę mineralną, gdyż roztwory zamknięte w inkluzjach nie są genetycznie związane z albityzacją.

## Geneza
Skały te (metamorficzne) powstają na drodze przemian metasomatyczno-pneumatolitycznych skał granitoidowych w wyniku działania roztworów pomagmowych m.in. według poniższych reakcji:
- Na[AlSi3O8] • Ca[Al2Si2O8] + Na+  + H4SiO4 = 2Na[AlSi3O8] + Al3+  + Ca2+  + 4OH-
- Ca[Al2Si2O8] + 2Na+ + 4SiO2(aq) = 2Na[AlSi3O8] + Ca2+
- (Na0,3Ca0,7)[AlSi3O8] + Na+  + SiO2(aq) + H2O = Na[AlSi3O8] + Czo + H+

Albityty występują również w skałach ultramaficznych wraz z jadeitem. Obecność albitytów w tych strefach jest przejawem retrogresywnych zmian, jakim został poddany kompleks skalny przy wynoszeniu z głębi Ziemi. Sód został doprowadzony najprawdopodobniej poprzez dostanie się do metamorfizowanego kompleksu wody morskiej. W tych strefach albityty współwystępują z eklogitami, niebieskimi łupkami glaukofanowymi i serpentynitami.

## Pneumatolityczne złoża albitytowe
Złoża albitytów zalicza się do złóż pneumatolitycznych wysokotemperaturowych. Charakterystyczne są zmiany skał otaczających. Gazowa geneza złóż jest potwierdzona charakterem wrostków gazowo ciekłych i chemizmem minerałów tych złóż. Do najważniejszych dwóch typów złóż pneumatolitycznych należą:
- złoża albitytowe (wcześniejsze, wysokotemperaturowe z roztworów alkalicznych w utworach zmetasomatyzowanych)
- złoża grejzenowe (późniejsze, niższe temperatury z roztworów kwaśnych).

Powstają w wyniku metasomatozy skał magmowych w wyniku oddziaływania gorących gazowych roztworów pomagmowych. Typowy jest proces metasomatozy sodowej (fenityzacja). Doprowadzenie Na2O do skał pierwotnych (granitów, rzadko wapieni). Powstały minerały alkaliczne: egiryn, ribeckit, albit. Skały te w niektórych przypadkach mają charakter alkalicznych sjenitów lub fenitów albitowo-egiynowych. W stadium początkowym metasomatozy mają też charakter potasowy (granity mikroklinowe). W stadium głównym rozwoju geosynklin związane są z normalnymi i skrajnie kwaśnymi granitami. W stadium końcowym rozwoju geosynklin związane są z alkalicznymi granitami występującymi w głębokich strefach rozłamowych. Obszary występowania złóż albitytowych są wydłużone linijnie, podobnie jak rozłamy i pęknięcia. Przeobrażone skały alkaliczne nazywane są często fenitami od norweskiego okręgu Fen, gdzie zostały po raz pierwszy opisane. Złoża tego typu występują w górnych częściach skał magmowych lub w apofizach i w ich nadkładzie. Mineralizacja często jest strefowa w pionie:
- w spągu granity biotytowe z mikroklinem, plagioklazem, kwarcem,
- wyżej granity dwumikowe z mikroklinem, plagioklazem,
- nad nimi granity albitowe z mikroklinem, albitem, kwarcem,
- albityty główne z albitem, kwarcem, muskowitem i mikroklinem,
- w stropie grejzeny z muskowitem i kwarcem

## Występowanie
- W Polsce skały te znane są głównie na Pogórzu Izerskim i w Górach Izerskich. Nazywane były leukogranitami i leukognejsami.
- Na świecie znane są głównie z Rosji, z Włoch – na Sardynii, z Gwatemali (Montagua), Birmy, Czech i in.

## Zastosowanie
Są źródłem rzadkich pierwiastków takich jak niob, tantal, cyrkon, tor, lit, beryl i ziemie rzadkie.